# Книга за оцветяване
Книга за оцветяване – книга или страница с контурни картини за оцветяване с цветни моливи, бои или маркери или други художествени средства на различни композиции. Всички контури на изображенията в книгата вече са отпечатани, но цялото изображение, обикновено с изключение на черното е безцветно.

## История
Първите книжки за оцветяване се появяват през 1880 г. в САЩ, под името The Little Folks' Painting Book от компанията McLoughlin Brothers. През 1907 г. авторът Richard F. Outcaulto публикува книгата си Buster’s Paint Book с комикси за дооцветяване, а след това книжките за оцветяване започват да печелят популярност.
През 1960, настъпва „Златен век“ за книжките за оцветяване и те са стават много популярен продукт в детските магазини. В книжките за оцветяване са представени различни изображения от прахосмукачки до автомобили и различни герои от комиксите.
От 1980 г. няколко издатели публикуват образователни книжки за оцветяване за възрастни, предназначени за изследване предметите на ниво дипломиране, такива като анатомия и физиология, където цветовото кодиране и подробни схеми се използват като помощно средство за обучение. Примери за това са „Анатомическата книжка за оцветяване“ (оригиналното име на „The Anatomy Coloring Book“) и последвано книжната серия от Wynn Kapit и Lawrence Elson, на издателство HarperCollins (след 1990) и Benjamin Cummings (след 2000 г.).

## Полезни качества
Монотонното движение с молив или четка отпуска. Възможността за избор на цвят и представянето на резултатите в най-различни цветове насърчава креативността. Процесът на създаване на цветни изображения е много прост, така че сега оцветяването е популярно не само сред децата, но и сред възрастните.
Оцветяването помага на децата да научат цветове, форми и повече за света.

## Книжките за оцветяване за възрастни
Книжките за оцветяване за възрастни, започват да набират популярност приблизително около 2015 година. Примерно, през април тази година, две книги за оцветяване заемат челните позиции по продажби на интернет страницата на Amazon.
Книжки за оцветяване за възрастни са налични в печатна форма: албуми, книги, тетрадки и дневници. Но също така се предлагат и в цифров вид. Такива книжки за оцветяване могат не само да се изтеглят за печат, но и да се оцветяват директно в електронна форма чрез използване на различни графични средства, предназначени за тази цел. В писмо до Washington Post Dominic Bulsuto предполага, че тенденцията на разпространение на книжките за оцветяване за възрастни в цифров вид улеснява разпространяването на жанра, като отбелязва, че сравнително анонимния характер на процеса кара хората да се чувстват по-уверени и да не чувстват срам като при закупуването им в реалния живот.